# Небезпечний рай (фільм, 1931)
Небезпечний рай (пол. Niebezpieczny raj) — польсько-американський драматичний фільм 1931 року. Екранізація роману Джозефа Конрада «Перемога».

## Сюжет
Жінка-музикант Альма у тропічній Азії тікає від переслідувачів на острів, де усамітнився боязкий чоловік. Коли троє розбишак приходять у пошуках золота, він набирається хоробрості, щоб захистити її та свою територію. Після цих подій вона стала його дружиною.

## У ролях
- Марія Малицька — Альма
- Адам Бродзіш — Хейст
- Богуслав Самборський — Хейст
- Леон Реченський — Занджакомо
- Роберт Больке — Джонс
- Міхал Галіч — Рікардо
- Луї Зеллас — Педро
- Стелла Самборська — пані Зангіакомо
- Гелена Гурська-Брилінська — пані Шомберг